# 엄마의 탄생
엄마의 탄생은 매주 수요일 저녁 7시 30분에 KBS 1TV로 방송되었던 한국방송공사의 텔레비전 프로그램이다.

## 기획 의도
리얼한 태교 일기를 관찰 육아 형식으로 다룬 텔레비전 프로그램이다.

## 방송 시간
2014년 1월 30일, 2월 6일에 '엄마를 부탁해'로 시범 편성되어 방송되었다.
| 방송 채널 | 방송 기간                        | 방송 시간                              |
| --------- | -------------------------------- | -------------------------------------- |
| KBS 1TV   | 2014년 5월 4일 ~ 2014년 8월 24일 | 매주 일요일 오전 10:00 ~ 11:00 (60분)  |
| KBS 1TV   | 2014년 9월 3일 ~ 2015년 5월 20일 | 매주 수요일 저녁 7:30 ~ 밤 8:25 (55분) |
| KBS 2TV   | 2014년 1월 30일                  | 목요일 밤 8:30 ~ 10:00 (90분)          |
| KBS 2TV   | 2014년 2월 6일                   | 목요일 밤 8:55 ~ 10:00 (65분)          |

## 같이 보기
- 삼촌이 생겼어요
- 헬로 베이비
- God의 육아일기
- 슈퍼맨이 돌아왔다
- 아빠! 어디가?
- 오! 마이 베이비